# Sonny Greer
Pour les articles homonymes, voir Greer.
William Alexander Greer (dit Sonny) est un batteur américain de jazz, né à Long Branch dans le New Jersey le 13 décembre 1895 (ou 1903) et mort le 23 mars 1982.

## Biographie
Né en 1895 ou 1903, Sonny Greer étudie la batterie avec J. Rosemond Johnson.
Il fait ses débuts professionnels dans des orchestres du New Jersey. Il travaille en 1919, dans l'orchestre du Plaza Hotel à Asbury Park. C'est là qu'il rencontre Duke Ellington en 1919 et le suit pour intégrer l'orchestre d'Elmer Snowden. Il joue ensuite dans le quintette dirigé par le pianiste, les « Duke's Washingtonian ».
Il est le batteur du big band de Duke Ellington de 1924 à 1951. Son approche très « coloriste » de l'instrument (on remarquera sur la photo son matériel incluant, outre les éléments habituels d'une batterie, des timbales, des gongs, des cloches tubulaires, des cloches chinoises...) a été un élément important dans le son « jungle » de l'orchestre.
Après son départ de l'orchestre d'Ellington, il se produit avec Johnny Hodges, Red Allen, Tyree Glenn et Jay C. Higginbotham. Il dirige sa propre formation vers 1967.

## Discographie
Avec Duke Ellington
- The Blanton-Webster Band 1940-1942 (RCA Victor, 1999)
- Duke Ellington and his orchestra 1946-1947 (Classics, The Chronogical 1051)